# Ендерлин (Северна Дакота)
Ендерлин (енгл. Enderlin) град је у америчкој савезној држави Северна Дакота.

## Демографија
По попису из 2010. године број становника је 886, што је 61 (-6,4%) становника мање него 2000. године.
| Група             | 2000.       | 2010.       |
| Белци             | 903 (95,4%) | 854 (96,4%) |
| Афроамериканци    | 3 (0,3%)    | 2 (0,2%)    |
| Азијати           | 3 (0,3%)    | 1 (0,1%)    |
| Хиспаноамериканци | 22 (2,3%)   | 21 (2,4%)   |
| Укупно            | 947         | 886         |